# Kurubarapalya, Bangalore South
Kurubarapalya là một làng thuộc tehsil Bangalore South, huyện Bangalore Urban, bang Karnataka, Ấn Độ.